# Computerhandel

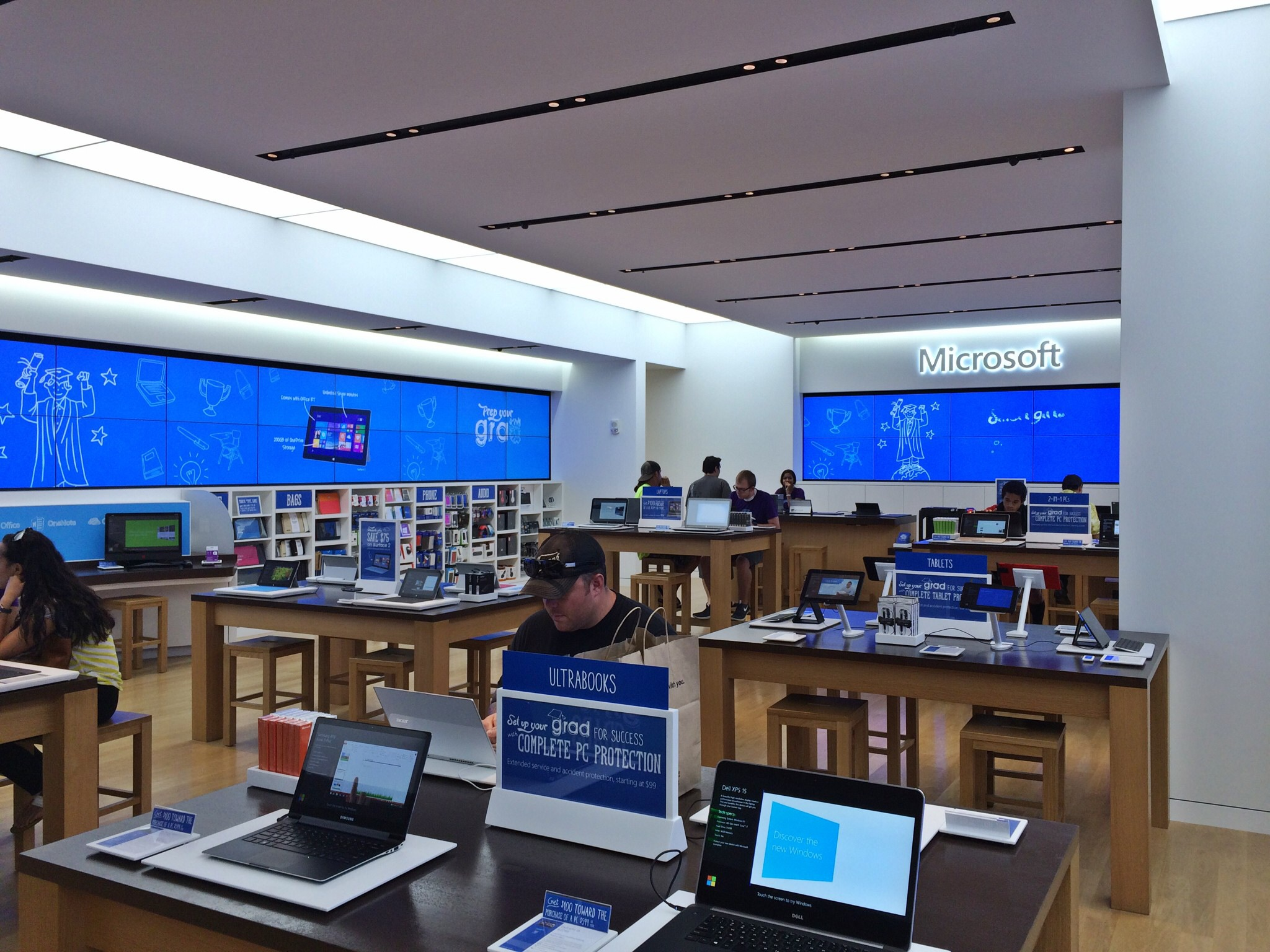
Microsoft-Computershop in Honolulu, Hawaii.

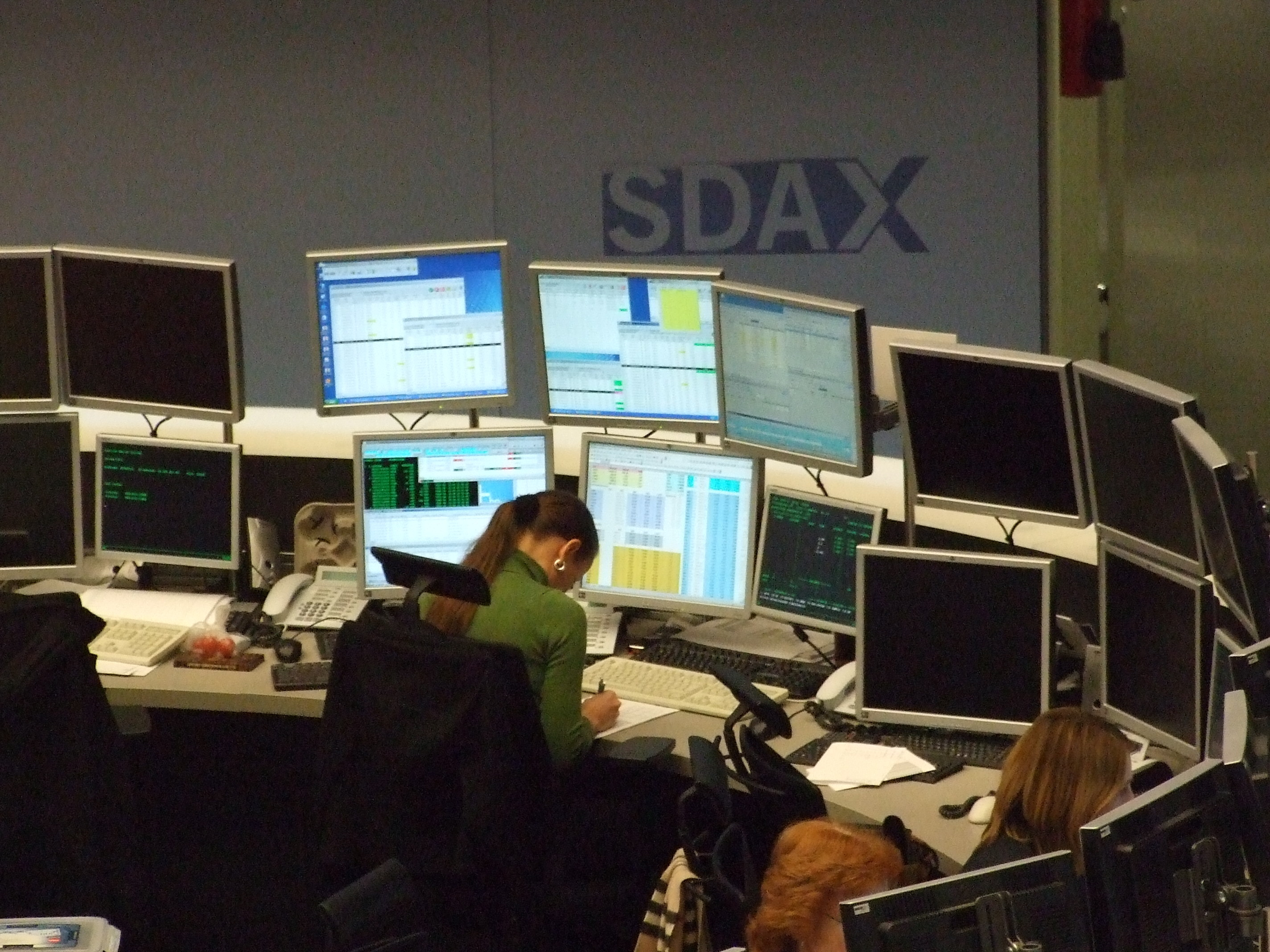
Computerhandel an der Börse.

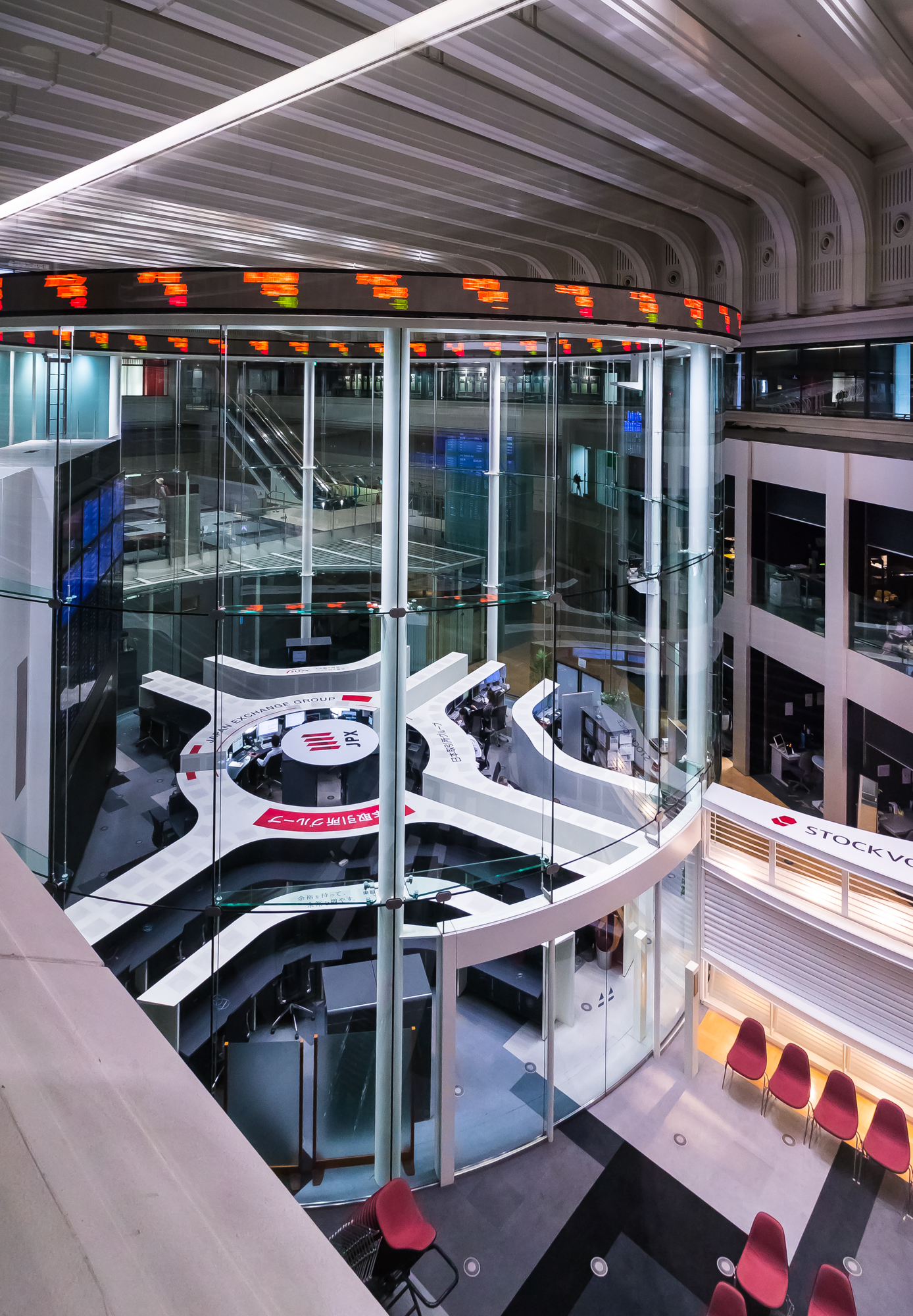
Hauptraum der Tokyoter Börse.

Mit Computerhandel wird der Warenhandel mit Computern sowie deren Peripheriegeräten und Software oder der Handel über elektronische Handelssysteme an Börsen bzw. durch Computer verstanden.

## Handel mit Computern
Computer sind Gebrauchsgegenstände, die aus hochkomplexen Einzelteilen und dazugehörigen Komponenten bestehen und die sowohl im Einzelhandel als auch Großhandel als Handelswaren vertrieben werden. In beiden Fällen ist der Handel erst seit den letzten Jahrzehnten möglich, seit es Computer als Handelsware gibt (siehe zu den ersten Heimcomputern – später auch Personal Computer: Simon, Apple I, Spectravideo SV-318, SVI-318 MKII, Atari 400, Commodore VIC 20 oder Texas Instruments TI-99/4A).  Im Bereich der professionellen Computer war die Zuse KG, übernommen durch die Siemens AG 1969 und in das neue Unternehmen Siemens Nixdorf ausgelagert (später zu Fujitsu Siemens Computers) in Europa lange führend (siehe z. B. heute: api Computerhandels GmbH im Bereich Großhandel).
Der Handel mit Computern ist teilweise mit dem Vertrieb von weiteren Handelserzeugnissen kombiniert, so z. B. Elektro-Haushaltswaren und findet in größerem Maßstab in Elektrohandelsketten und/oder Elektronik-Fachmarktketten statt.
Der Handel mit Computern, Computerkomponenten und Software weist eine sehr hohe Dynamik auf, weil durch neu entwickelte Technologien sich ein ständiger Wandel in den angebotenen Produkten und Leistungen ergibt.
Wird der Handel mit Computern über Online Shops abgewickelt, liegt auch ein Handel über Computer vor.

## Handel über Computer

### Klein- und Großhandel
Der Klein- oder Großhandel über Computer und Computernetzwerke wird als Elektronischer Handel, Internethandel, Onlinehandel oder E-Commerce, bezeichnet. Dabei erfolgen Ein- und Verkaufsvorgänge über Netzwerke (Datenfernübertragung), überwiegend über das Internet (siehe z. B.  eBay – weltweit größter „Online-Marktplatz“).

### Börse
An allen Börsenplätzen hat der Parketthandel fast keine Funktion mehr und dominiert der elektronische Handel durch elektronische Systeme zum Abschluss von Börsengeschäften. Dadurch werden Angebot und Nachfrage nach Wertpapieren zusammengeführt (computergestützter bzw. computerunterstützter Handel).
Die Börse von Toronto  (TSX) war die erste Börse Amerikas, die 1977 den Computerhandel einführte (CATS). Bernard L. Madoff bot sehr früh den Computerhandel mit Wertpapieren in den USA an.
Wenn das elektronische Handelssystem Transaktionen von Wertpapieren, Währungen oder Waren automatisch ausführt, wenn passende Kauf- und Verkaufangebote vorliegen, liegt ein Handel durch Computer vor.

## Handel durch Computer
Der Handel durch Computer ist ein Automatisierter Handel (auch: automatisierter oder algorithmischer Handel oder Algorithmic Trading, Algo Trading, Black Box, High Frequency Trading, Flash Trading oder Grey Box Trading) vor allem mit Wertpapieren und anderen Börsenprodukten.

### Cross-Border-Aktienhandel
Cross-Border-Aktienhandel wird oftmals durch automatisierte Computerhandelssysteme durchgeführt, wobei ein Computer selbständig die Preise an verschiedenen Börsen, unter Berücksichtigung der Währungsumrechnung, vergleicht und mitunter selbständig Kauf- und Verkaufsorders an die verschiedenen Börsen schickt.

### Hochfrequenzhandel
Hochfrequenzhandel ist ein mit Computern betriebener Handel mit Wertpapieren. Dabei handeln die Hochleistungsrechner weitgehend selbstständig oder mit geringer Einwirkung von Menschen innerhalb von Sekunden bis in den Mikrosekundenbereich nach den zuvor programmierten Algorithmen um auf Marktveränderungen zu reagieren und treffen Handelsentscheidungen.
Hochfrequenzhandel kann als eine Sonderform des automatisierten Handels angesehen werden.